# Delias bothwelli
Delias bothwelli är en fjärilsart som beskrevs av Sir George Hamilton Kenrick 1909. Delias bothwelli ingår i släktet Delias och familjen vitfjärilar. Inga underarter finns listade i Catalogue of Life.